# マッシモ・マウロ
マッシモ・マウロ（Massimo Mauro、1962年5月24日 - ）は、イタリア・カタンザーロ出身の元サッカー選手、政治家。現役時代のポジションはMF。

## 経歴
U-17イタリア代表としてのプレー経験があり、1988年のソウルオリンピックに出場した。
1985年から1989年にかけてユヴェントスFCでレギュラーとしてプレーした。1985-86年シーズンにリーグ優勝を果たし、インターコンチネンタルカップのAAアルヘンティノス・ジュニアーズとの対戦でも先発出場して優勝を果たした。その後移籍したSSCナポリでもリーグ優勝を果たした。
1996年に代議院議員に、2006年にトリノの市議会議員にそれぞれ当選した。

## タイトル
ユヴェントス
- セリエA：1985-86
- インターコンチネンタルカップ : 1985

ナポリ
- セリエA : 1989-90
- スーペルコッパ・イタリアーナ : 1990